# Sigaloseps balios
Sigaloseps balios — вид сцинкоподібних ящірок родини сцинкових (Scincidae). Ендемік Нової Каледонії. Описаний у 2014 році.

## Поширення і екологія
Sigaloseps balios мешкають на вершині гори Гумбольдта, розташованої на території Південної провінції Нової Каледонії. Вони живуть у високогірних чагарникових заростях макі та у вологих гірських тропічних лісах, на висоті від 1200 до 1400 м над рівнем моря.

## Збереження
МСОП класифікує цей вид як вразливий. Sigaloseps balios загрожує знищення природного середовища та хижацтво з боку інтродукованих щурів, кішок і свиней.